# Vittoria (romanzo)
Vittoria (titolo originale: Victory: An Island Tale; anche in it. a volte sottotitolato: Un racconto delle isole) è un romanzo pubblicato nel 1915 dallo scrittore polacco naturalizzato britannico Joseph Conrad, accolto subito con successo ma poi criticato, anche dall'autore stesso. È stato pubblicato nel febbraio 1915 a puntate sulla rivista "Munsey's Magazine" e nello stesso anno in volume presso Doubleday.

## Trama
Lo svedese Axel Heyst si ritrova a vivere in un'isola (Surabaya, oggi parte dell'Indonesia), con il suo assistente cinese Wang. Heyst fa visita a un'isola vicina dove una banda musicale di donne suona in un albergo di proprietà di Schomberg, il quale tenta di sedurre con abuso una ragazza musicista, Alma, poi detta Lena. La ragazza fugge via con Heyst e sull'isola di questo ne diviene amante. Schomberg vuole vendicarsi accusando Heyst dell'omicidio di un uomo che in realtà è morto per cause naturali, e più tardi mandandogli contro tre banditi (Pedro, Martin Ricardo e Mr. Jones) con una menzogna a proposito di un tesoro nascosto sull'isola. I tre muoiono (Wang ne uccide uno), ma anche Lena muore e Heyst, preso dal dolore, si suicida.

## Trasposizioni cinematografiche e televisive
- Victory, regia di Maurice Tourneur, 1919
- Dangerous Paradise, regia di William A. Wellman, 1930
- Dans une île perdue, regia di Alberto Cavalcanti, 1931
- Tropennächte, regia di Leo Mittler, 1931
- La riva dei bruti, regia di Mario Camerini, 1931
- Farornas paradis, regia di Rune Carlsten, 1931
- Victory, regia di John Cromwell, 1940
- Victory, regia televisiva di Ernest Colling, 1945
- Victory, episodio 16 della stagione 4 della serie "Robert Montgomery Presents", regia di Norman Felton, 1952
- Vitória, episodio 5 della stagione 3 della serie brasiliana "Teledrama", 1957
- Victory, episodio 8 della stagione 1 della serie "Art Carney Special", regia di Daniel Petrie, 1960
- Victory, regia di Mark Peploe, 1995

Tra i suoi adattamenti per lo schermo Harold Pinter ne ha tratto una sceneggiatura, mai prodotta in film e adattata alla radio nel 2015.

## Traduzioni italiane
- trad. Lorenzo Gigli, Alpes, Milano 1930
- trad. Gastone Rossi, Sonzogno, Milano 1932
- trad. Gino Cornali, Speroni, Milano 1946
- trad. e prefazione di Enzo Giachino, Einaudi, Torino 1952
- trad. Francesco Pellizzi, con un saggio di Frank Raymond Leavis, a cura di Piero Bigongiari, Bompiani, Milano, 1964
- trad. Ivo Brunetti, in Ultimi romanzi, a cura di Ugo Mursia, introduzione di Franco Marenco, Mursia, Milano, 1977, pp. 1-248
- trad. Camillo e Francesco Pellizzi, TEA, Milano 1991; con introduzione di Francesco Binni, Garzanti, Milano, 1997
- trad. Annagrazia Bassi, Newton Compton, Roma, 1994
- trad. Cristina Scagliotti, Frassinelli, Milano, 1996
- trad. Pier Francesco Paolini, introduzione di Robert Hampson, Collana Oscar Classici, Mondadori, Milano, 1998.